# Tianguistengo (kommun)
Tianguistengo är en kommun i Mexiko.   Den ligger i delstaten Hidalgo, i den sydöstra delen av landet, 160 km norr om huvudstaden Mexico City.
Följande samhällen finns i Tianguistengo:
- Polintotla
- Xochimilco
- Tonchintlán
- Techimal
- Chapula
- Cholula
- Tenexco
- Tlahuiltepa
- Las Cantinas
- Habitacional Ruperto Alarcón
- Mazahuacán
- Joquela
- La Esperanza
- Bella Vista
- Ojo de Agua